# جون باكستر (كاتب)
جون باكستر (بالإنجليزية: John Baxter)‏ هو كاتب أسترالي، ولد في 1939.